# 考波伊
考波伊，是匈牙利绍莫吉州所辖的一个村。总面积22.37平方公里，总人口692，人口密度30.9人/平方公里（2011年1月1日）。

## 知名人物
- 卡达尔·亚诺什，匈牙利领导人